# 吉利区
吉利区是河南省洛阳市一个已撤销的市辖区，现已整体并入洛阳市孟津区。位于黄河北岸，距市中心35公里，1982年因建设洛阳炼油厂（今洛阳石化总厂）而设立。面积80平方千米，人口约7万。国内邮政编码为471012。

## 行政区划
吉利区下辖4个街道办事处：
西霞院街道、康乐街道、吉利街道和河阳街道。